# Erebos (album)
Erebos (gr. "ciemność i cień") – siódmy album studyjny polskiej grupy muzycznej Hate. Wydawnictwo ukazało się 15 listopada 2010 roku w Europie nakładem wytwórni muzycznej Listenable Records. W Polsce płyta została wydana w dystrybucji Mystic Production, natomiast w Rosji przez MSR Productions. Nagrania zostały zarejestrowane w białostockim Hertz Studio we współpracy z producentami muzycznymi - braćmi Sławomirem i Wojciechem Wiesławskimi. Prace w studiu zostały udokumentowane dwoma filmami, które zostały opublikowane na łamach serwisu YouTube. W plebiscycie "płyta roku 2010" według czytelników wortalu rockmetal.pl album zajął 13. miejsce.

## Lista utworów
Opracowano na podstawie materiału źródłowego.
| Nr  | Tytuł utworu                       | Słowa                | Muzyka                            | Długość |
| --- | ---------------------------------- | -------------------- | --------------------------------- | ------- |
| 1.  | „Genesis”                          | utwór instrumentalny | Adam Buszko                       | 01:47   |
| 2.  | „Lux Aeterna”                      | Adam Buszko          | Adam Buszko, Stanisław Malanowicz | 04:53   |
| 3.  | „Erebos”                           | Adam Buszko          | Adam Buszko, Stanisław Malanowicz | 04:57   |
| 4.  | „Quintessence of Higher Suffering” | Adam Buszko          | Adam Buszko, Stanisław Malanowicz | 04:45   |
| 5.  | „Trinity Moons”                    | Adam Buszko          | Adam Buszko, Stanisław Malanowicz | 05:57   |
| 6.  | „Hero Cults”                       | Adam Buszko          | Adam Buszko, Stanisław Malanowicz | 05:00   |
| 7.  | „Transsubstance”                   | Adam Buszko          | Adam Buszko, Stanisław Malanowicz | 04:40   |
| 8.  | „Hexagony”                         | Adam Buszko          | Adam Buszko, Stanisław Malanowicz | 05:25   |
| 9.  | „Wrists”                           | Adam Buszko          | Adam Buszko, Stanisław Malanowicz | 05:05   |
| 10. | „Luminous Horizon”                 | Adam Buszko          | Adam Buszko, Stanisław Malanowicz | 05:57   |
|     |                                    |                      |                                   | 48:26   |

| Utwory dodatkowe | Utwory dodatkowe               | Utwory dodatkowe |
| Nr               | Tytuł utworu                   | Długość          |
| ---------------- | ------------------------------ | ---------------- |
| 1.               | „Mass Spectrum I”              | 3:26             |
| 2.               | „Re-mix Transsubstance”        | 7:25             |
| 3.               | „Mass Spectrum II”             | 4:26             |
| 4.               | „Re-mix Trinity Moons”         | 6:55             |
| 5.               | „The Antichrist Manifestation” | 6:04             |

## Twórcy
Opracowano na podstawie materiału źródłowego.
Zespół Hate w składzie
- Adam „ATF Sinner” Buszko – gitara rytmiczna, gitara prowadząca, wokal prowadzący, produkcja muzyczna
- Konrad "Destroyer" Ramotowski – gitara prowadząca
- Stanisław "Hexen" Malanowicz – perkusja
- Sławomir "Mortifer" Archangielskij – gitara basowa

Dodatkowi muzycy
- Piotr "Lestath" Leszczyński – syntezator
- Michał Staczkun – sample

Produkcja
- Krzysztof "Kris" Wawrzak – sample, inżynieria dźwięku, produkcja muzyczna
- Wojciech i Sławomir Wiesławscy – inżynieria dźwięku, miksowanie, mastering